# خالد بن حسين بياري
خالد بن حسين بن صالح بياري مهندس سعودي يشغل منصب مساعد وزير الدفاع للشؤون التنفيذية في المملكة العربية السعودية من فبراير 2018م، وكان قبلها قد تولّى العديد من المناصب المهمة من أبرزها تعيينه رئيساً تنفيذياً لشركة الاتصالات السعودية (STC) عام 2015م، وكذلك توليه منصب نائب رئيس مجلس إدارة شركة الاتصالات السعودية VIVA الكويت.

## النشأة
ولد خالد بن حسين بن صالح بياري عام 1382هـ، وتلقى تعليمه في المرحلة الابتدائية في مدرسة العزيزية في عنيزة وتأثر فيها بشخصية مديرها الأستاذ عبد الرحمن البطحي، وواصل تعليمه العام في عنيزة ليحصل على شهادة الثانوية محققاً المركز الأول على مستوى المملكة العربية السعودية.

## التعليم
- حاصل على درجة الدكتوراه في الهندسة الكهربائية من جامعة جنوب كاليفورنيا USC بمدينة لوس أنجلوس في الولايات المتحدة الأمريكية عام 1990م.
- حاصل على درجة الماجستير في الهندسة الكهربائية من جامعة الملك فهد للبترول والمعادن عام 1985م.
- حاصل على درجة البكالوريوس في الهندسة الكهربائية من جامعة الملك فهد للبترول والمعادن عام 1983م.[5]

## العمل والمناصب
- عين في منصب مساعد وزير الدفاع للشؤون التنفيذية بأمر ملكي بتاريخ 10 / 6/ 1439هـ (2018م).[6]
- عين في منصب الرئيس التنفيذي لشركة الاتصالات السعودية (STC) من تاريخ 27 /4/ 2015م إلى عام 2018م.[5]
- تولى منصب نائب أعلى لرئيس المجموعة للتقنية والعمليات في شركة الاتصالات السعودية STC من عام 2013م إلى عام 2015م..
- تولى منصب رئيس مجلس إدارة شركة STC للحلول المتقدمة.
- تولى منصب نائب رئيس مجلس إدارة شركة الاتصالات السعودية VIVA الكويت.
- تولى منصب نائب رئيس مجلس إدارة OTL (أوجيه للاتصالات المحدودة).
- تولى منصب نائب الرئيس الأول والمدير العام لشركة الإلكترونيات المتقدمة AEC.
- عمل عضواً في مجالس الإدارة لكل من شركة Turk Telecom وشركة Avea.[7]
- عمل عضواً في مجلس إدارة «هيئة تنظيم الكهرباء والإنتاج المزدوج» ابتداءً من عام 1430هـ.
- عين عضواً في مجلس إدارة شركة السوق المالية عام 2017م.
- عمل رئيس اللجنة العامة للقياس والمعايرة – الهيئة السعودية للمواصفات والمقاييس والجودة.
- عمل رئيساً لمنظمة المهندسين الكهربائيين الدولية IEEE في السعودية من عام 1993م إلى عام 1995م
- عمل أستاذاً مشاركاً لنظم الاتصالات في قسم الهندسة الكهربائية بجامعة الملك فهد للبترول والمعادن من 1994م إلى 1995م.
- عمل أستاذاً مساعداً في جامعة الملك فهد للبترول والمعادن من عام 1990م إلى عام 1994م.
- عمل محاضراً في جامعة الملك فهد للبترول والمعادن من عام 1985 إلى عام 1990م.
- عمل معيداً في جامعة الملك فهد للبترول والمعادن من عام 1983م إلى عام 1985م.[8]